# Obchodní dům Prior (Jihlava)
Obchodní dům Prior je stavba z roku 1983, nacházející se v Jihlavě na Masarykově náměstí. Na místě obchodního domu stál komplex několika měšťanských domů stojících vedle sebe, tzv. „Krecl“ („Grecl“) neboli „Špalíček“.

## Historie
Obchodní dům byl postaven v letech 1978–1983 podle projektu Zdeňka Sklepka na místě skupiny domů, Kreclu, bouraných mezi lety 1974–1976. Původní návrh Růženy Žertové počítal se zacováním pamatkové chráněných domů. Obchodní domy se v té době považovaly za výstavní skříň socialismu. Těleso domu doplňují střechy z měděného plechu, plochá budova je opticky členěna do náznaků imitace jednotlivých domů, které mají kopírovat rytmus domů náměstí. Do podzemních prostor obchodního domu vedou dvě zásobovací rampy, které svými zářezy narušují náměstí, v podzemí se nacházejí rozsáhlé sklady a parkoviště vytvořené jako bunkry.
Od roku 2026 by měla probíhat revitalizace náměstí, která bude zahrnovat i úpravu zásobovacích ramp Prioru a odstranění nevhodného zábradlí.

## Kontroverze
Jedná se o velice kontroverzní stavbu, která podle mínění místních obyvatel, politiků a také předních architektů značně poškozuje vzhled celého náměstí. Strana ČSSD žádala v roce 2008 úplné zbourání tohoto domu. Návrhy bourání domu doplněné představami rekonstrukce původního Kreclu (po vzoru Drážďan) se objevují periodicky, většinou však naráží na majitele, kterým není město Jihlava, ale společnost Le Cygne Sportif.

## Betonové čtyřverší

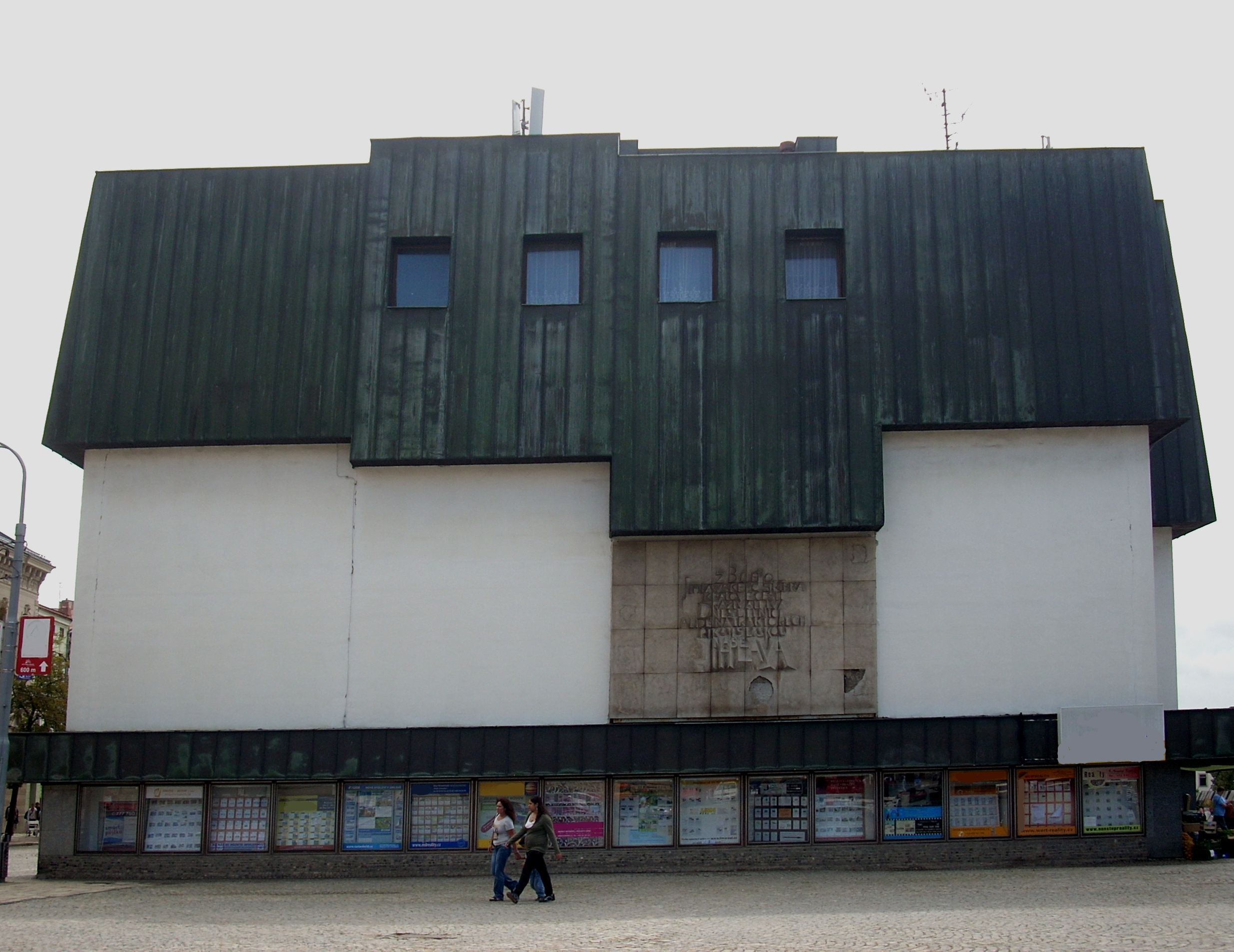
Čtyřverší na severní stěně stavby

Na severní stěně je v betonu vyveden reliéf s čtyřverším:
Z bílého jihlavského stříbra

králové čeští razívali lva;

dnes dělníci a lidé na traktorech

říkají s láskou: Naše Jihlava.

Autorem čtyřverší je básník Jan Skácel. 

## Obchody
- Albert Supermarket
- McDonald's
- Nábytek
- Bižuterie
- NKD
- Teta Drogerie
- Tabákové výrobky